# 동일하이빌 뉴시티
동일하이빌 뉴시티(영어: Dongil High Vil New City)는 대한민국 서울특별시 성북구 하월곡동에 위치한 아파트 단지이다. 규모는 440세대 그리고 총 4개동이 있고 36층이다.